# كولن وود
كولن وود (بالإنجليزية: Colin Wood)‏ هو عازف بيانو بريطاني، ولد في 15 يونيو 1943 في Camberwell ‏ في المملكة المتحدة.

## وصلات خارجية
- كولن وود على موقع ميوزك برينز (الإنجليزية)
- كولن وود على موقع ديسكوغز (الإنجليزية)